# 브래드퍼드 대학교
브래드퍼드 대학교(영어: The University of Bradford)는 영국 잉글랜드 웨스트 요크셔 주에 자리한 대학교이다. 1860년부터 교육을 시작했으며, 최근 2015년에도 가장 빠르게 성장하고 있는 세계적인 대학교 중 하나인 영국 대학교다. 학생은 학부와 대학원을 합쳐 약 13,000여 명이 재학 중이며, 약 130여 개 국가 출신의 유학생이 있다. 정확하게, 2006/07년 때 학생 인구는 10,045 학부생과 3135 명의 대학원생이었고, 2010년에는 학생의 22 %가 국제 학생 110여 개국에서 UCAS를 통해 14,406명이 입학을 신청했다. 브래드퍼드 대학교는 평화 연구에 있어서 영국 최초로 1973년에 '평화학'을 설립하였고, 평화와 분쟁 연구 센터에 있어서 영국에서 유일하고 가장 큰 연구 센터다. 때문에 브래드퍼드 대학교의 평화학과는 개발학, 국제 관계, 보안 연구, 갈등 해결과 평화와 발전 연구 센터 등의 부문에서 세계 최고 수준의 명성을 가지고 있다. 이를 증명하는 것처럼, 최근 2015년 QS세계대학평가에서 개발학 분야에서 세계 51-100위를 기록했다. 평화학과 뿐만 아니라, 브래드퍼드 대학교의 MBA는 유럽 경영 개발 재단에서 명예로운 EQUIS 인증을 받고있는 몇 안되는 영국의 MBA 스쿨의 하나로 세계적인 수준의 학문을 제공하고 있다. 2008년 FT (파이낸셜 타임즈) MBA 글로벌 순위에서 세계 53 위에 랭크되었고, 2012년 MBA는 세계 90위권을 기록하였다. 최근 2015년에는 MBA 원격 교육 분야에서 세계 8위를 기록했다.
브래드퍼드 대학교는 메인 캠퍼스와 매니지먼트 캠퍼스로 나뉘어 있는데, 2011년 여름부터 84,000,000 파운드 예산의 재개발 프로그램으로 캠퍼스 및 시설에 끊임없이 투자를 계속하여 새로운 학생 센터, 사회 및 연구 공간 등 가장 최신식의 메인 캠퍼스로 탈바꿈 하고 있다.

## 모토
현재 브래드퍼드 대학교의 모토는 2007년 6월에 발표한 'Making Knowledge Work'로, 출판물에 늘 나타난다. 이는 브래드퍼드 대학교에서 배운 기술 또는 학습이 고용으로 이어지는 것을 대단히 중요시하기 때문이다. 뿐만 아니라 Give Invention Light라는 또다른 모토도 있는데, 이는 셰익스피어의 소네트 38에서 가져온 대목으로 영감, 다양성, 불평등에 관한 슬로건을 대대적으로 내놓고 있다.

## 역사
브래드퍼드 대학교의 탄생은 브래드퍼드 직물디자인건축학교(Bradford Schools of Weaving, Design and Building)에서 출발하여, 1882년에 브래드퍼드 기술전문학교로 발전했고, 1957년에 공학 중심 고등교육기관인 브래드퍼드 공과대학(Bradford Technical College)으로 개편되었다. 그리고 마지막으로 1966년 왕실의 칙령에 의해 종합대학으로 승격되어, 당시 총리였던 해롤드 윌슨이 총장이 되어, 브래드퍼드 대학교로 개편되었다. 1987년, 북부 대학교 열두개를 중심으로 한 북부 컨소시엄을 결성하였고, 창립 멤버 중 하나가 되었다. 그 후, 1980년대와 1990년대에는 캠퍼스를 꾸준히 확장하여 도서관, 컴퓨터 센터, 수많은 강의 건물, 펨 버튼 빌딩, 애쉬 필드 건물을 추가하여, 1990년대 중반에 도서관과 컴퓨터 센터 확장이 완료되었다. 1996년에는 보건학과가 설립되었지만, 동시에 물리학과는 1980년대에 폐쇄되었고 수학과 또한 1997년에 폐쇄하였다. 이 후에도 끊임없이 시설 설비 투자를 하여 메인 캠퍼스와 매니지먼트 캠퍼스의 두 개의 캠퍼스를 만들었고, 2011년 여름부터 84,000,000 파운드 예산의 재개발 프로그램으로 캠퍼스 및 시설에 끊임없이 투자를 계속하여 새로운 학생 센터, 사회 및 연구 공간 등 가장 최신식의 메인 캠퍼스로 탈바꿈하고 있다.

## 구성
다음의 7개의 단과대학에서 약 13,000여 명이 공부하고 있다.
- 컴퓨터, 정보학과 미디어 대학 (School of Computing, Informatics and Media)
- 공학, 디자인과 기술 대학 (School of Engineering, Design and Technology)
- 보건 생명 과학 대학 (School of Health Studies, School of Life Sciences)
- 평생 교육 개발 대학 (School of Lifelong Education and Development)
- 경영 대학 (School of Management)
- 사회 국제 대학 (School of Social and International Studies)

## 특징
대학교에는 약 170개의 코스, 그리고 대학원에는 약 80 코스가 준비되어있다. 이들은 컴퓨터, 정보학과 미디어 대학(School of Computing, Informatics and Media),공학, 디자인과 기술 대학(School of Engineering, Design and Technology), 보건 생명 과학 대학(School of Health Studies, School of Life Sciences),평생 교육 개발 대학(School of Lifelong Education and Development), 경영 대학(School of Management), 사회 국제 대학(School of Social and International Studies) 8개 학부에서 수강할 수 있다. 특히 많은 정치인들과 유엔 직원 또는 NGO 직원들을 배출하는 평화학과, School of Management ( MBA ) 등은 세계적으로 높은 평가를 얻고있다. 메인 캠퍼스는 브래드퍼드시 중심에 위치하고 있고 School of Management 캠퍼스는 언덕 위에 있는데, 나무들과 잔디에 둘러싸인 푸른 자연과 격조 높은 건물이 조화를 이룬 이 아름다운 캠퍼스들은 좋은 학습 환경을 마련하고 있다.
평화학과
브래드퍼드 대학교는 평화에 대한 학과를 세계 최초로 만든 대학교이다. 평화학(Peace Studies) 강의에는 정치학, 국제관계, 안보학, 개발학 등의 여러 가지 정치 관련 분야가 모두 포함되어 있다. 이 학교의 평화학과는 1973년에 개설되어, 현재 평화와 분쟁 연구에 관한 세계 최대의 연구 센터가 있는 것으로 유명하다. 코스 내용은 주로 평화 연구, 분쟁 해결, 개발 연구, 국제 정치와 안보 연구 등 다방면에 걸쳐 강의를 하고 있으며, 유엔 직원이나 NGO 관계자, 각국의 공사와 외교관, 노벨상 수상자 등 외교 및 개발, 평화에 종사하는 유명 인사들을 본교로 초청하여 강의를 하기도 한다. 이러한 활발한 연구활동은 최근 2015년 QS세계대학평가에서 개발학 분야에서 세계 51-100위를 기록하는 등 늘 높은 순위를 차지하고 있다.
석사 과정 또한 세계적인 수준의 과정으로 MPhil 및 PhD의 연구 과정이 충실하고, 센터의 연구 사업에는 세계에서 모여든 많은 연구자들이 모여있다. 특히, 개발도상국에서의 필드 워크 등도 프로그램이 잘 되어 있어 세계적으로 높은 평가를 얻고있다. 게다가, 이 평화학과는 로타리 재단의 세계 평화 펠로우십 제휴 대학으로는 있는 세계에서 7개 대학 중 영국 유일의 학교다. 이를 잘 나타내는 지표로, 연구의 수준을 나타내는 RAE (Research Assessment Exercise) 평가에서 5 점 만점 5으로 가장 높은 순위의 평가를 받고 있으며, 교수의 강의 내용과 질을 나타내는 QAA (Quality Assurance Agency)에서 24 점 중 24 점으로 최고 점수를 기록하고 있다. 브래드퍼드의 이런 세계적인 수준의 교육 덕분에, 많은 졸업생들을 국제기구 또는 정부기관으로 진출하고 있다. 참고로, 'UN 아시아태평양 여성평화안보자문위원회' 자문위원으로 위촉된 한국인 이대훈 성공회대 교수 또한 브래드퍼드 대학교에서 평화학을 공부했다.
경영학과
유럽 경영 개발 재단에서 명예로운 EQUIS 인증을 받고있는 몇 안되는 MBA 스쿨의 하나이자, 스쿨 오브 매니지먼트 석사 과정의 MBA 교과 과정은 영국 MBA 최고 학교 중 하나로 유명하다. 이 학교는 40년 이상의 역사를 자랑하는 영국 MBA의 선구자적인 존재이며, 2008년 파이낸셜 타임즈 MBA 글로벌 순위에서 세계 53 위에, 2012년 MBA 순위는 세계 90위권을 기록하였다. 최근 2015년에는 MBA 원격 교육 분야에서 세계 8위를 기록했다. 뿐만 아니라, 투자 대비 효과를 평가하는 지표인 The Value for Cost 세계의 보통있는 상위 학교를 제치고 세계 6 위의 높은 평가를 받았고, 졸업 3년 후 평균 연봉은 1 억 3000 만원이라는 조사 결과가 나오고있다. 또한 규모는 80 명 정도 (2008년도 예상 예정 수)과 영국 MBA로 비교적 평균적인 규모이지만 다양한 학생상 (유학생 비율 92 % 이상), 강의실의 최신 설비 등이 특징으로 꼽힌다.

## 톨스토이 컵
톨스토이 컵 (Tolstoy Cup)은 브래드퍼드 대학교 평화학과의 학생들(Peace Studies FC)과 킹스 칼리지 런던 전쟁학 학생들(War Studies FC) 간에 열리는 축구 대회이다.
| No. | 날짜 | 승리팀 | 점수                              | 장소                              | 총전적 | 총전적 |
| No. | 날짜 | 승리팀 | 점수                              | 장소                              | 전쟁학 | 평화학 |
| --- | ---- | ------ | --------------------------------- | --------------------------------- | ------ | ------ |
| 1   | 1995 | 평화학 | 15-0                              | 브래드퍼드                        | 0      | 1      |
| 2   | 2007 | 평화학 | 0-1, 0-1, 1-1 agg (4-3 on 페널티) | 런던(1st leg) 브래드퍼드(2nd leg) | 0      | 2      |
| 3   | 2008 | 평화학 | 1-1 (2–4 on 페널티)               | 런던                              | 0      | 3      |
| 4   | 2009 | 평화학 | 3-1                               | 브래드퍼드                        | 0      | 4      |
| 5   | 2010 | 전쟁학 | 2-1                               | 런던                              | 1      | 4      |
| 6   | 2011 | 평화학 | 5-0                               | 브래드퍼드                        | 1      | 5      |
| 7   | 2012 | 평화학 | 2-1                               | 런던                              | 1      | 6      |

## 타교와의 제휴 관계
다음은 에라스무스 교환 유학 제도를 가진 대학교 목록이다.
- 호세이 대학
- 캘리포니아 주립 대학교
- 제네바 대학교
- 아이슬란드 대학교
- 로마 대학교
- 시에나 대학교
- 비엔나 대학교
- 우메오 대학교
- 암스테르담 자유 대학교
- 쾰른 대학교
- 릴 과학 기술 대학교
- 그르노블 경영 학원
- 마드리드 카를로스 3세 대학교
- 말라가 대학교
- 발렌시아 공과 대학교
- 툴루즈 정치 학원

## 같이 보기
- 영국의 대학 목록

## 참고
1. ↑  “QS University Rankings: Top 50 Under 50 2015”. The Guardian. 2015년 12월 1일에 확인함.
2. ↑  “About The University of Bradford”. The University of Bradford. 2012년 5월 5일에 확인함.
3. ↑  “보관된 사본”. Higher Education Statistics Agency Limited 2008. 2015년 9월 7일에 원본 문서에서 보존된 문서. 2015년 7월 12일에 확인함.
4. ↑  “보관된 사본”. Telegraph. 2015년 4월 28일에 원본 문서에서 보존된 문서. 2015년 7월 12일에 확인함.
5. 1 2 3  “About The University of Bradford”. The University of Bradford. 2012년 5월 5일에 원본 문서에서 보존된 문서. 2012년 5월 5일에 확인함.
6. 1 2  “QS rankings 2015”. The Guardian. 2015년 12월 1일에 확인함.
7. ↑  “The lancaster MBA”. The lancaster MBA. 2012년 12월 13일에 원본 문서에서 보존된 문서. 2012년 5월 5일에 확인함.
8. ↑  “Distance Learning MBA”. University of Bradford. 2015년 12월 8일에 원본 문서에서 보존된 문서. 2015년 12월 1일에 확인함.
9. ↑  . independent http://www.independent.co.uk/student/into-university/az-uni-colleges/bradford-university-of-458872.html. 2015년 7월 12일에 확인함. |제목=이(가) 없거나 비었음 (도움말)
10. ↑  “보관된 사본” (PDF). University of Bradford. 2009년 2월 7일에 원본 문서 (PDF)에서 보존된 문서. 2015년 7월 12일에 확인함.
11. ↑  . independent MBA http://www.independent.co.uk/student/into-university/az-uni-colleges/bradford-university-of-458872.html. 2015년 7월 12일에 확인함. |제목=이(가) 없거나 비었음 (도움말)
12. ↑  “Peace Studies”. The University of Bradford. 2012년 5월 5일에 확인함.[깨진 링크(과거 내용 찾기)]
13. ↑  “국제 ‘꿈돌이들’ 세계로 이끈다”. 한겨래. 2012년 7월 13일에 확인함.
14. ↑  “Distance Learning MBA”. University of Bradford. 2015년 12월 8일에 원본 문서에서 보존된 문서. 2015년 12월 1일에 확인함.